# 于成龙故居及墓地
于成龙故居及墓地，位于山西省吕梁市方山县，已列为山西省文物保护单位。

## 保护
2016年6月6日，于成龙故居及墓地由山西省人民政府公布为第五批山西省文物保护单位，编号5-75。